# 咪萪貓
咪萪貓（日语： Mikeneko）是日本的虛擬YouTuber。目前為VAZ所屬。曾以恋糸りあ的名義在虛擬聲優事務所擔任聲優。

## 經歷
2022年以咪萪貓的名義在YouTube開設了頻道，並作為虛擬YouTuber重新展開活動。同年6月24日，在獲得公司批准的情況下，在Twitter上發表了一份聲明，關於某个信息洩露事件表示有「明顯的錯誤」，雖然在聲明中並未透露具體的名字或公司名稱，但從聲明中的內容可以推斷，咪萪貓以前曾以不同的虛擬YouTuber身份活動。《香港01》、udn遊戲角落均认为这个身份为潤羽露西婭。
於2022年開設的頻道，在BitStar統計的2022年「新開設頻道排名」中排名第二。2023年7月，插畫家兼設計監修者公開了咪萪貓新的Live2D模型；同月，宣布加入虛擬聲優事務所，以的名義開始聲優活動。
2025年1月18日，宣布與VAZ簽訂經紀合約。 同時，將藝名改為「Mikeneko」。同年2月22日，公開了由插畫家Rukako創作的全新Live2D模型。 3月25日，透過Dreamusic發行數位單曲《Neko ni Natte》，正式出道。 

## 演出

### 電視動畫
- 名湯「異世界溫泉」開拓記～30多歲溫泉狂熱者，轉生到悠閒的溫泉天國～（莉莉姆[8]）

## 腳註
1. ↑  . udn遊戲角落. 2025-01-20  [2025-05-03] （中文（臺灣））.
2. ↑  みけねこ！の2022年6月24日のツイート、. Retrieved 2024-01-13.
3. ↑  . Dexerto. 2022-06-26  [2022-06-27]. （原始内容存档于2022-06-27） （英语）.
4. ↑  林卓恆. . 香港01. 2022-04-26  [2024-04-17]. （原始内容存档于2024-04-17） （中文（香港））.
5. 1 2  希洛. . udn遊戲角落. 2024-03-28  [2024-04-27]. （原始内容存档于2024-04-29） （中文（臺灣））.
6. 1 2   (新闻稿). 株式会社BitStar. 2022-12-07  [2024-01-13]. （原始内容存档于2023-11-07） （日语）.
7. 1 2  . PANORA (パノラプロ). 2023-07-26  [2024-01-12]. （原始内容存档于2023-08-01） （日语）.
8. ↑  . 名湯『異世界の湯』開拓記 〜アラフォー温泉マニアの転生先は、のんびり温泉天国でした〜.   [2024-01-12]. （原始内容存档于2024-03-01） （日语）.

## 外部連結
- 恋糸 りあ - バーチャル声優プロダクション ぼいそーれ，存于
- 恋糸りあ公式サイト，存于 - ポニーキャニオン